# Sumpa Khenpo
| Tibetische Bezeichnung                          |
| ----------------------------------------------- |
| Tibetische Schrift: སུམ་པ་མཁན་པོ་                 |
| Wylie-Transliteration: sum pa mkhan po          |
| Offizielle Transkription der VRCh: Sumba Kainbo |
| THDL-Transkription: Sumpa Khenpo                |
| Chinesische Bezeichnung                         |
| Vereinfacht: 松布活佛、 松巴堪布                |
| Pinyin:Sōngbù huófó, Sōngbā kānbù               |

Sumpa Khenpo ist eine der fünf großen Inkarnationsreihen aus dem Monguor-Kloster Gönlung Champa Ling (Youning) der Gelugpa in der historischen Region Amdo. Das Kloster befindet sich im heutigen Autonomen Kreis Huzhu der Tu der Monguor in der nordwestchinesischen Provinz Qinghai. Verschiedene Äbte des Klosters waren Vertreter dieser Reihe.
Der erste Vertreter der Reihe war der große Gelehrte Sumpa Damchö Gyatsho (sum pa dam chos rgya mtsho; † 1651).
Der berühmte 3. Vertreter dieser Reihe war der Historiker, Astronom und Pharmakologe Sumpa Yeshe Peljor (1704–1788).
Bis heute gibt es insgesamt sechs Vertreter dieser Reihe.

## Übersicht
|                               | Lebensdaten   | Pinyin/Chin./Wylie/Tib.                                |
| ----------------------------- | ------------- | ------------------------------------------------------ |
| 1. Damchö Gyatsho             | ?–1651        | Dānquè Jiācuò 丹却嘉措 dam chos rgya mtsho དམ་ཆོས་རྒྱ་མཚོ་ |
| 2. Lobsang Tenpe Gyeltshen    | ca. 1652–1703 | Luōsāng Dānbèi Jiānzàn 罗桑丹贝坚赞                    |
| 3. Yeshe Peljor               | 1704–1788     | Yìxī Bānjué 意希班觉 ye shes dpal ’byor ཡེ་ཤེས་དཔལ་འབྱོར་  |
| 4. Tshülthrim Tendzin         | 1802–1852     | Jiānbèi Cuīchén Dānzēng 坚贝崔臣丹增                   |
| 5. Lodrö Phüntshog Namgyel    | 1854–1922     | Luōzhé Péngcuò Nánjié 罗哲彭措南杰                     |
| 6. Lobsang Pelden Tenpe Nyima | 1923–         | Luōsāng Bèidān Dānbèi Nímǎ 罗桑贝丹丹贝尼玛            |